# Acht kleine Preludes en Fuga's
De Acht kleine Preludes en Fuga's is een verzameling van acht orgelstukken, die elk bestaan uit een prelude en een fuga.

## Componist
Lang heeft men gedacht dat de stukken door Johann Sebastian Bach gecomponeerd waren. De stukken hebben zelfs een BWV-nummer gekregen (BWV 553-560). Tegenwoordig wordt aangenomen dat de acht kleine preludes en fuga's door een leerling van Bach zijn geschreven. De meeste deskundigen denken dat Johann Tobias Krebs de componist is, maar dat is allerminst zeker.

## Orgelstudie
De acht kleine preludes en fuga's worden vaak gespeeld in kerkdiensten. Dat komt deels door hun lengte (elk ongeveer drie minuten) en deels doordat ze in vergelijking met andere preludes en fuga's van Bach relatief eenvoudig te spelen zijn. Veel organisten hebben enkele of alle kleine preludes en fuga's tijdens hun opleiding moeten bestuderen.
In volgorde van BWV zijn dit de acht stukken:
1. Prelude en Fuga in C majeur (BWV 553)
2. Prelude en Fuga in d mineur (BWV 554)
3. Prelude en Fuga in e mineur (BWV 555)
4. Prelude en Fuga in F majeur (BWV 556)
5. Prelude en Fuga in G majeur (BWV 557)
6. Prelude en Fuga in g mineur (BWV 558)
7. Prelude en Fuga in a mineur (BWV 559)
8. Prelude en Fuga in Bes majeur (BWV 560)